# Penelope Houston (Sängerin)

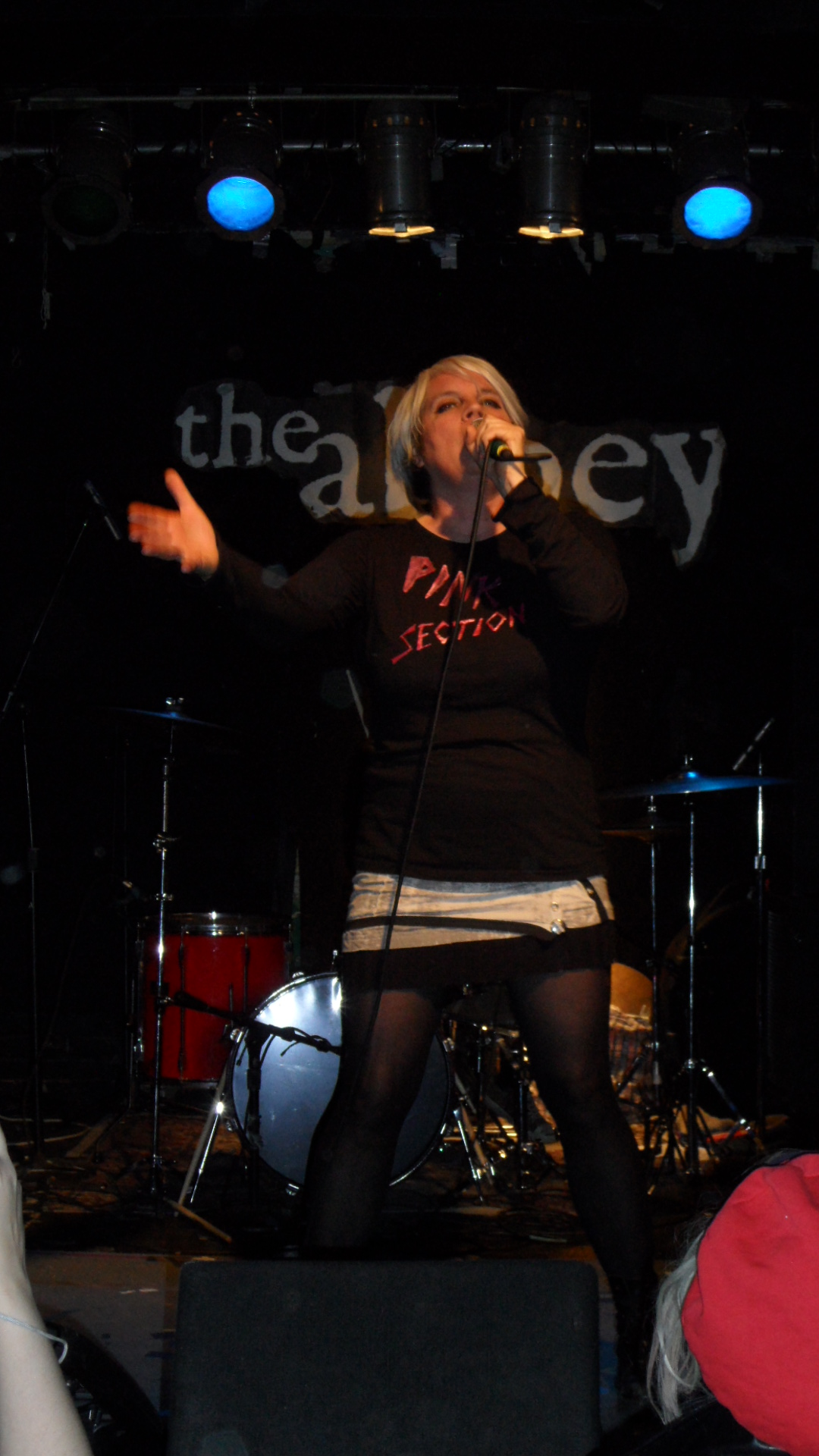
Penelope Houston, Chicago 2012

Penelope Houston (* 17. Dezember 1958 in Los Angeles, Kalifornien) ist eine amerikanische Sängerin und ehemaliges Mitglied der Punk-Gruppe Avengers. 1988 begann sie eine Solokarriere, ihre Musik ist seitdem den Stilrichtungen Folk, Folk-Rock und Rock zuzuordnen.

## Leben
Houston wurde in Los Angeles geboren und wuchs in Seattle auf. Mitte der 70er Jahre besuchte sie das Fairhaven College in Bellingham, Washington, eine von Haschisch rauchenden Hippies dominierte alternative Schule. Sie machte sich einen Namen, indem sie den Leuten im Schlafraum klarmachte, dass sie ihre Musik ausmachen sollten. Im Jahr 1977 zog sie nach San Francisco und begann ihr Studium am San Francisco Art Institute. Im selben Jahr gründete sie zusammen mit Brad Kent die Avengers. Die Punk-Band blieb nur wenige Jahre zusammen, es wurden mehrere Singles und im Jahr 1981 ein den Bandnamen tragendes Album veröffentlicht. Ihren größten Auftritt absolvierten sie 1978 als Vorgruppe der Sex Pistols in San Francisco. Nach dem Studium arbeitete Penelope Houston in Los Angeles an mehreren Filmprojekten und lebte einige Jahre in England, wo sie mit Howard Devoto arbeitete. Im Jahr 1988 startete sie, wieder in San Francisco, ihre Solokarriere. Sie hatte sich stark entfernt von der Punk-Musik von The Avengers und veröffentlichte als Debüt das Folk-Album Birdboys.
In den nächsten zehn Jahren veröffentlichte sie fünf weitere Alben, von denen zwei, Silk Purse und Crazy Baby, längst vergriffen sind, da sie nur in sehr geringer Stückzahl erhältlich waren. Außerdem tourte sie durch Europa und die USA. Im Jahr 1998 erschien ihr siebtes Album Tongue, welches anders als ihre früheren Veröffentlichungen nicht mehr dem Folk, sondern der Rockmusik zuzuordnen war. Für die Aufnahmen zu diesem Album arbeitete sie mit Billie Joe Armstrong, dem Sänger von Green Day zusammen. Eighteen Stories Down ist der Name ihrer Greatest-Hits-CD, die im Juni 2003 auf den Markt kam. Ihr aktuelles Album aus dem Jahr 2004 heißt The Pale Green Girl. Im Jahr 2006 kam es zu einer Reunion der Avengers mit anschließender Tournee.

## Diskografie (Alben)
- 1988: Birdboys (Subterranean Records)
- 1992: The Whole World. (Heyday Records)
- 1993: Silk Purse (Normal Records)
- 1994: Karmal Apple (Normal Records)
- 1994: Crazy Baby (Normal Records)
- 1996: Cut You (WEA/Reprise)
- 1998: Tongue (WEA/Reprise)
- 2000: Once in a Blue Moon (Penelope.net Records / Normal Records)
- 2001: Loners, Stoners and Prison Brides (Normal Records)
- 2003: Eighteen Stories Down – Best-of-CD (WEA)
- 2004: The Pale Green Girl (DBKWorks)
- 2012: On Market Street (Glitterhouse Records)